# Émilie Tillion
Pour les articles homonymes, voir Tillion.
Œuvres principales
- Les Pays d’Europe
- Le Pays de France

Émilie Tillion, née Cussac le 20 février 1876 à Talizat (Cantal) et morte le 2 mars 1945 au camp de Ravensbrück, est une écrivaine, critique d'art et résistante française.
Elle est également la mère de l'ethnologue Germaine Tillion (1907-2008), aussi résistante et déportée à Ravensbrück.

## Biographie
Elle est originaire d'une famille de notables du Cantal: son père est François Cussac, notaire du Puy-de-Dôme né à Alleuze en 1849 ; sa mère, Antoinette Vivier.
En 1900, Émilie épouse à Clermont-Ferrand Lucien Tillion (1867-1925), magistrat (juge de paix) et homme de grande culture ; ils ont deux filles, Germaine et Françoise.

### L'entre-deux-guerres
Écrivaine et critique d'art, Émilie Tillion contribue avec son époux à la rédaction de la collection Guides bleus aux éditions Hachette.
Après la mort de son mari en 1925, elle élève seule ses deux filles et achève l'édition des trois gros volumes de la série « Pays d'Europe ».

### La Résistance
Patriote et humaniste, Émilie Tillion entre tôt dans la Résistance.
Elle met son domicile à Saint-Maur-des-Fossés à disposition des chefs de la résistance. Boîte aux lettres du Groupe du musée de l'Homme dès octobre 1940, elle assure la liaison avec les grands écrivains et artistes du mouvement.
Sa fille Germaine est signalée à l'Abwehr par l'abbé Robert Alesch pour avoir participé au financement d'une tentative d'évasion de Pierre et Jean de Vomécourt, agents du SOE emprisonnés à Fresnes. Elle est arrêtée le 13 août 1942, gare de La Bastille, alors qu'elle porte des microfilms concernant les défenses du port de Dieppe destinés à Virginia Hall. Émilie Tillion est arrêtée chez elle, le même soir.
Elle est internée à la prison de la Santé, à la prison de Fresnes, puis au fort de Romainville. Elle passe par Compiègne avant d'être déportée le 30 janvier 1944 à Ravensbrück. Puis, elle est déplacée au petit camp d'Uckermark pour y être gazée le 2 mars 1945,, parce que son âge la rend inapte au travail. Après la guerre, ses services sont validés par un classement dans la catégorie d'agent P1.

## Publications

### Principaux ouvrages
- Marcel Monmarché et Émilie Tillion, Les Pays d'Europe : les aspects de la nature ; les richesses monumentales ; les chefs-d'œuvre de l'art ; l'activité agricole et industrielle ; les particularités ethnographiques et sociales, Paris, Hachette, 
  - 1935 (volume 1) : Portugal. Espagne. Grande-Bretagne. Irlande. Belgique. Grand-Duché de Luxembourg. Pays-Bas. Danemark. Islande. Suède. Norvège.
  - 1936 (volume 2) : Italie. Cité du Vatican. Suisse. Autriche. Tchécoslovaquie. Allemagne. ville libre de Dantzig. Lituanie. Estonie. Finlande;
  - 1937 (volume 3) : Grèce. Rhodes et le Dodécanèse. Turquie. Bulgarie. Albanie. Yougoslavie. Hongrie. Roumanie. Pologne. Russie.
- Marcel Monmarché et Émilie Tillion (dir.), Le Pays de France : les aspects de la nature, les richesses monumentales, les chefs-d'œuvre de l'art, Paris, Hachette, 1950

### Guides bleus, Paris, Hachette
- Champagne-Ardenne Vallée de la Meuse, 1923
- Belgique et Luxembourg, 1930 (préface d'Hubert Lyautey)
- Hollande, 1933 (préface de Marcel Monmarché, introduction de W. Van Deventer)
- Versailles La ville, le château, le parc, les Trianons, 1934
- Strasbourg et ses environs, 1938
- Nord de la France Flandre Artois Picardie, 1939

### Autres
- La Bretagne, Hachette, coll. « L'encyclopédie par l'image », 1934 (réédition : 1957, revue par Georges-Gustave Toudouze

## Distinction
- Médaille de la Résistance française avec rosette à titre posthume (décret du 31 mars 1947)[6]

## Hommages
Une plaque en granit avec son portrait sculpté a été apposée sur la façade de sa maison, où elle fut arrêtée (actuellement au 48 avenue du Général Leclerc à Saint-Maur). L'œuvre du sculpteur René Iché, dont elle était très proche et qui appartenait au même réseau de Résistance, porte la mention : « À Madame Émilie Tillion écrivain d'art et archéologue arrêtée dans cette maison avec sa mère et sa fille pour son activité de patriote, déportée et délibérément assassinée par l'autorité allemande le 2 mars 1945 à Ravensbrück après 3 ans de dure captivité en sa soixante-dixième année ».
Son nom a été donné à un square de Saint-Maur-des-Fossés ; une école de Saint-Mandé (Val-de-Marne), ville où Germaine Tillion est décédée, a reçu le nom « Germaine et Émilie Tillion ».
Le nom d'Émilie Tillion figure au Panthéon sous une plaque portant la mention : « Ici sont enfermés les hommages rendus le 2 juillet 1949 aux écrivains morts pour la France pendant la guerre 1939-1945 »
Marie-Jeanne Stout, une de ses compagnes du camp de Ravensbrück, lui rendait hommage : « Cette noble femme, symbole de courage, tranquille d'abnégation, d'amabilité toujours souriante, est une figure que n'oublieront jamais les personnes qui l'ont connue ». De même que Jeanne L'Herminier : « Je suis si heureuse et si fière d'avoir connu ta chère maman ! Je ne puis oublier sa rayonnante personnalité, ni les petites conférences clandestines qu'elle avait organisées pour que je puisse parler du Casabianca de mon cher grand frère ».